# Wiesneria
Wiesneria es un género de plantas con flores con tres especies, perteneciente a la familia Alismataceae.  Nativo de las regiones tropicales de África y de la India.
El nombre del género fue otorgado en honor de Julius Wiesner, profesor de botánica en la Universidad de Viena.

## Especies
- Wiesneria schweinfurthii
- Wiesneria sparganiifolia
- Wiesneria triandra Dazell. India